# Leziate
Leziate är en civil parish i Storbritannien.   Den ligger i grevskapet Norfolk och riksdelen England, i den sydöstra delen av landet, 140 km norr om huvudstaden London. Antalet invånare är 581. Arean är 11,4 kvadratkilometer.
Terrängen i Leziate är mycket platt.